# FBXO22
FBXO22 (англ. F-box protein 22) – білок, який кодується однойменним геном, розташованим у людей на 15-й хромосомі. Довжина поліпептидного ланцюга білка становить 403 амінокислот, а молекулярна маса — 44 508.
| 10         |  | 20         |  | 30         |  | 40         |  | 50         |
| ---------- |  | ---------- |  | ---------- |  | ---------- |  | ---------- |
| MEPVGCCGEC |  | RGSSVDPRST |  | FVLSNLAEVV |  | ERVLTFLPAK |  | ALLRVACVCR |
| LWRECVRRVL |  | RTHRSVTWIS |  | AGLAEAGHLE |  | GHCLVRVVAE |  | ELENVRILPH |
| TVLYMADSET |  | FISLEECRGH |  | KRARKRTSME |  | TALALEKLFP |  | KQCQVLGIVT |
| PGIVVTPMGS |  | GSNRPQEIEI |  | GESGFALLFP |  | QIEGIKIQPF |  | HFIKDPKNLT |
| LERHQLTEVG |  | LLDNPELRVV |  | LVFGYNCCKV |  | GASNYLQQVV |  | STFSDMNIIL |
| AGGQVDNLSS |  | LTSEKNPLDI |  | DASGVVGLSF |  | SGHRIQSATV |  | LLNEDVSDEK |
| TAEAAMQRLK |  | AANIPEHNTI |  | GFMFACVGRG |  | FQYYRAKGNV |  | EADAFRKFFP |
| SVPLFGFFGN |  | GEIGCDRIVT |  | GNFILRKCNE |  | VKDDDLFHSY |  | TTIMALIHLG |
| SSK        |  |            |  |            |  |            |  |            |

A: Аланін

C: Цистеїн

D: Аспарагінова кислота

E: Глутамінова кислота

F: Фенілаланін

G: Гліцин

H: Гістидин

I: Ізолейцин

K: Лізин

L: Лейцин

M: Метіонін

N: Аспарагін

P: Пролін

Q: Глутамін

R: Аргінін

S: Серин

T: Треонін

V: Валін

W: Триптофан

Кодований геном білок за функцією належить до фосфопротеїнів. 
Задіяний у таких біологічних процесах, як убіквітинування білків, ацетилювання, альтернативний сплайсинг. 
Локалізований у цитоплазмі.